# Bojana Vulić
Bojana Akanović (en alphabet cyrillique serbe : Бојана Акановић ; en alphabet latin serbe : Bojana Akanović), née Bojana Vulić (en alphabet cyrillique serbe : Бојана Вулић ; en alphabet latin serbe : Bojana Vulić) le 28 mai 1984 à Belgrade (Yougoslavie, actuelle Serbie), est une joueuse serbe de basket-ball mesurant 1,91 m et évolue au poste d'ailière forte.

## Biographie
Alors que le club cherchait un pivot pur, Charleville a engagé cette intérieure polyvalente « agressive en défense, elle est surtout réputée pour sa mobilité et son adresse en attaque. »
Peu utilisée par le club, elle retourne à Erevan vers Noël 2010 et est remplacée par Patrycja Gulak-Lipka.
Après une année à Targu Mares en Roumanie (10,3 points et 8,7 rebonds), elle signe en septembre 2012 un contrat de pigiste de deux mois pour suppléer la blessure d'Emma Meesseman à Villeneuve-d'Ascq. Sa pige finie (2,5 points et 1 rebond en 10 minutes par rencontre), elle signe à Rostov sur le Don en Russie, mais quitte le club début février 2013 avant la fin de saison pour rejoindre le club turc Canik Belediye. En 2013-2014, elle de nouveau en Turquie mais pour le club d'Orduspor où elle a pour moyennes 14,2 points, 3,6 rebonds et 3,0 passes décisives puis rejoint la saison suivante le club polonais de Sleza Wroclaw.

## Clubs

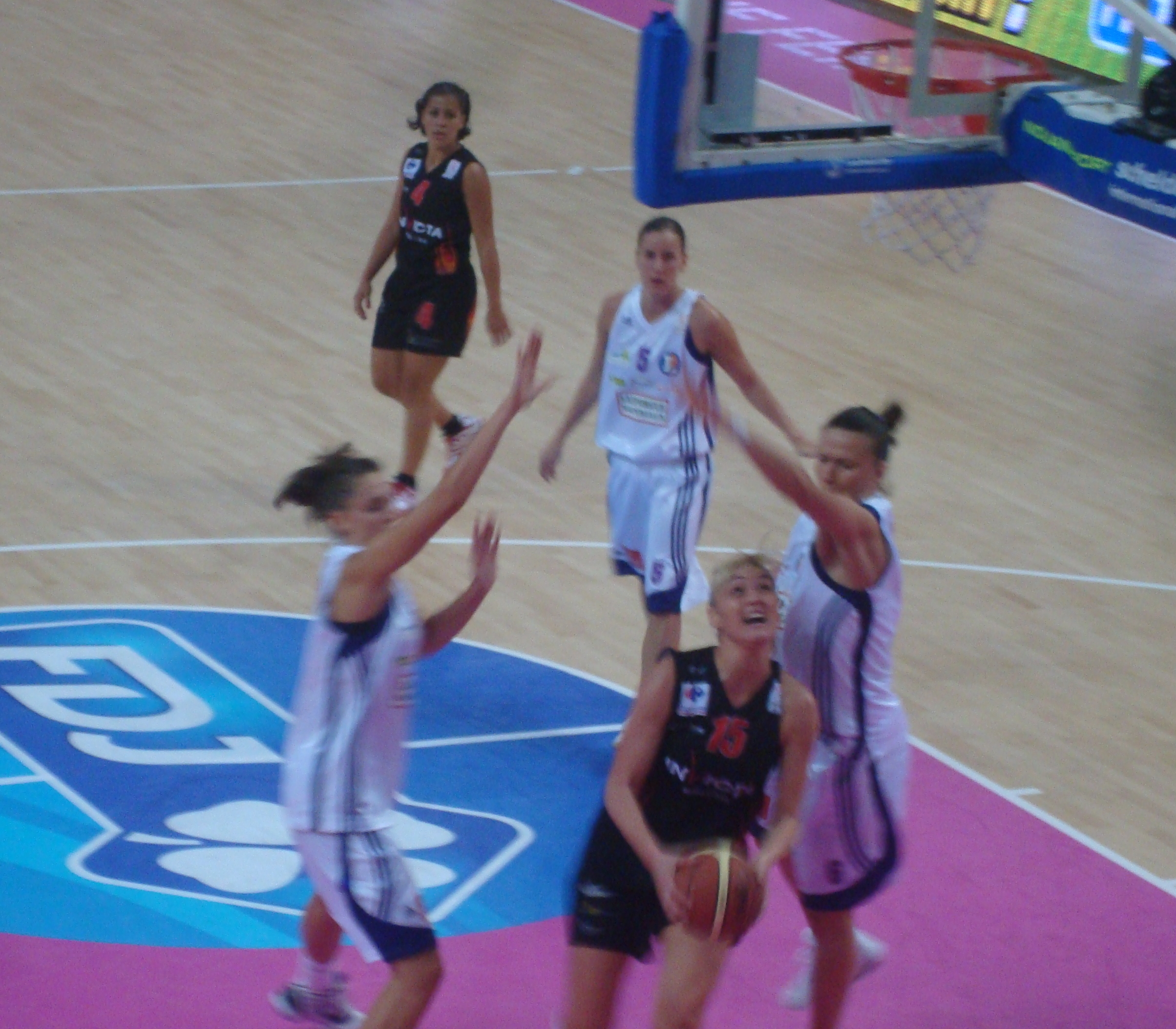
Bojana Vulic au tir.

| Saisons   | Équipe                     | Pays     |
| 2006-2007 | Étoile Rouge de Belgrade   | Serbie   |
| 2005-2006 | ŽKK Partizan Belgrade      | Serbie   |
| 2006-2007 | ŽKK Celje                  | Slovénie |
| 2007-2008 | Edremit                    | Turquie  |
| 2007-2008 | Spartak Subotica           | Serbie   |
| 2007-2008 | Burhaniye                  | Turquie  |
| 2008-2009 | Cankaya                    | Turquie  |
| 2009-2010 | Hatis Yerevan              | Arménie  |
| 2009-2010 | Radivoj Korac Belgrade     | Serbie   |
| 2010-2011 | ASPTT Charleville-Mézières | France   |
| 2011-2012 | Hatis Yerevan              | Arménie  |
| 2011-2012 | Targu Mares                | Roumanie |
| 2012-2013 | Villeneuve-d'Ascq          | France   |
| 2012-2013 | Rostov-sur-le-Don          | Russie   |
| 2012-2013 | Canik Belediye             | Turquie  |
| 2013-2014 | Orduspor                   | Turquie  |
| 2014-     | Sleza Wroclaw              | Pologne  |

## Palmarès
- Vainqueur de la Coupe de Slovénie en 2007